# Alisa Melekhina
Alisa Melekhina (* 26. Juni 1991 in Simferopol, Autonome Sozialistische Sowjetrepublik der Krim) ist eine US-amerikanische Schachspielerin.

## Leben
Ihre Familie siedelte nach Brooklyn über als Alisa Melekhina zwei Monate alt war. Sie lebte dort bis zu ihrem fünften Lebensjahr und wuchs dann im Stadtteil Rhawnhurst in Philadelphia auf. Das Schachspielen lernte sie im Alter von fünf Jahren von ihrem Vater.
Sie besuchte in Philadelphia die Northeast High School. Sie studierte Philosophie an der Drexel University und schloss das Studium mit einem Bachelor ab, danach studierte sie Rechtswissenschaften an der Pennsylvania State University.
Für OCL (onlinechesslessons.net) produzierte Alisa Melekhina Schachlern-DVDs.

## Erfolge
2001 gewann Alisa Melekhina in Guaymallén (Provinz Mendoza) die panamerikanische Jugendmeisterschaft in der Altersklasse U10 weiblich, aufgrund der damals gültigen Titelbestimmungen wurde ihr für diesen Erfolg der Titel eines FIDE-Meisters der Frauen (WFM) verliehen. Bei der panamerikanischen U16-Meisterschaft der weiblichen Jugend 2006 in Cuenca wurde sie hinter Ingrid Aliaga Fernandez Zweite. Für die US-amerikanische Frauennationalmannschaft spielte sie bei der Weltmeisterschaft 2009 in Ningbo am vierten Brett und erzielte eine individuelle Goldmedaille für ihr Ergebnis von vier Punkten aus sechs Partien. 2015 nahm sie erneut mit den Vereinigten Staaten an der Mannschaftsweltmeisterschaft der Frauen teil und erreichte als Reservespielerin vier Punkte aus acht Partien.
Seit November 2008 trägt sie den Titel Internationaler Meister der Frauen (WIM). Die Normen hierfür erzielte sie im Juli 2007 beim World Open in King of Prussia, mit Übererfüllung im April 2008 bei einem Einladungsturnier in Chicago sowie, erneut mit Übererfüllung, im Juli 2008 beim World Open in Philadelphia. Ihre Norm in Chicago war gleichzeitig eine Norm zum Erhalt der Titel Großmeister der Frauen (WGM) und Internationaler Meister (IM). Den Titel FIDE-Meister trägt sie seit 2011.